# ミストレス 愛人たちの秘密
『ミストレス 愛人たちの秘密』(Mistresses)は、イギリス・BBCで2008年から2010年に放送され、各国でリメイクされたテレビドラマシリーズ。4人の女性の友人の生活と、一連の違法で複雑な関係への関与を追うテレビドラマ。 このプログラムは、レイチェル・ポール、リチャード・ウォーロウ、ハリエット・ブラウン、カトリン・クラークによって書かれ、ウェールズのBBCドラマのエコッセ映画によってブリストルで撮影された。 

## キャスト
- ケイティ・ロデン：サラ・パリッシュ
- トルーディ・マロイ：シャロン・スモール
- ジェシカ・フレイザー：シェリー・コン
- シボーン・ディロン：オーラ・ブレイディ
- ハリー：ラザ・ジェフリー
- リチャード：パトリック・バラディ
- ドミニク：アダム・レイナー
- サイモン：アダム・アスティル
- マーク：オリヴァー・ミルバーン
- ルーカス：ショーン・フランシス
- ダン：マーク・アンバース
- トム：トーマス・ロックヤー
- ジャック：スティーヴン・ブランド

## 撮影場所
ブリストル以外の撮影に使用された場所：シリーズ2のエピソード1の結婚式のシーケンスは、ウィルトシャー州ブラッドフォードオンエイボン近くのアイフォードマナーの庭園と回廊で撮影。 シリーズ2のSiobhanはBath Spa Hotelのスイートで撮影される。 

## DVDリリース
最初のシリーズは、2008年2月4日にイギリスとアイルランドで、 2番目のシリーズは2009年3月30日にリリースされた。

## 国際放送
オーストラリアでは、2008年4月29日からSeven Networkで放送され  2008年11月5日からTV Oneでニュージーランド、2009年2月20日からBBC Americaでアメリカ 、2009年6月23日からRTÉOneでアイルランドで放送された 。 

## リメイク

### 日本のリメイク
日本では長谷川京子の主演で、『ミストレス〜女たちの秘密〜』（NHKドラマ10）としてリメイクされた。
NHKは、 BBCからミストレスのリメイク権を購入  。BBCによる日本の放送局への最初の販売であった。 

### アメリカのリメイク
Lifetimeは2009年にパイロットを作成しましたが、シリーズに取り上げられることはありませんでした。 偶然にも、アリッサ・ミラノのチャームド・コスター、 ホリー・マリー・コームズが主演し、プロデュースすることでした。 アメリカン・ブロードキャスティング・カンパニー （寿命の50％の所有者）別の委託ミストレス主演、2012年に始まったバージョンを、 キム・ユンジンを （UKシリーズからケイティに基づいて）カレンの役割で、  ロッチェル・エイツ Trudiに基づく4月として（英国シリーズのJes Macallan 、 JosslynとしてのJes Macallan （英国シリーズのJessicaに基づく）、  、SavannahとしてのAlyssa Milano （英国シリーズのSiobhanに基づく）。 

### 韓国のリメイク
オリオンシネマネットワークは 、ミストレスとして2018年4月シリーズの韓国リメイクを発表  